# Melaleuca viridiflora
Melaleuca viridiflora är en myrtenväxtart som beskrevs av Daniel Carl Solander och Joseph Gaertner. Melaleuca viridiflora ingår i släktet Melaleuca och familjen myrtenväxter. Inga underarter finns listade i Catalogue of Life.

## Bildgalleri

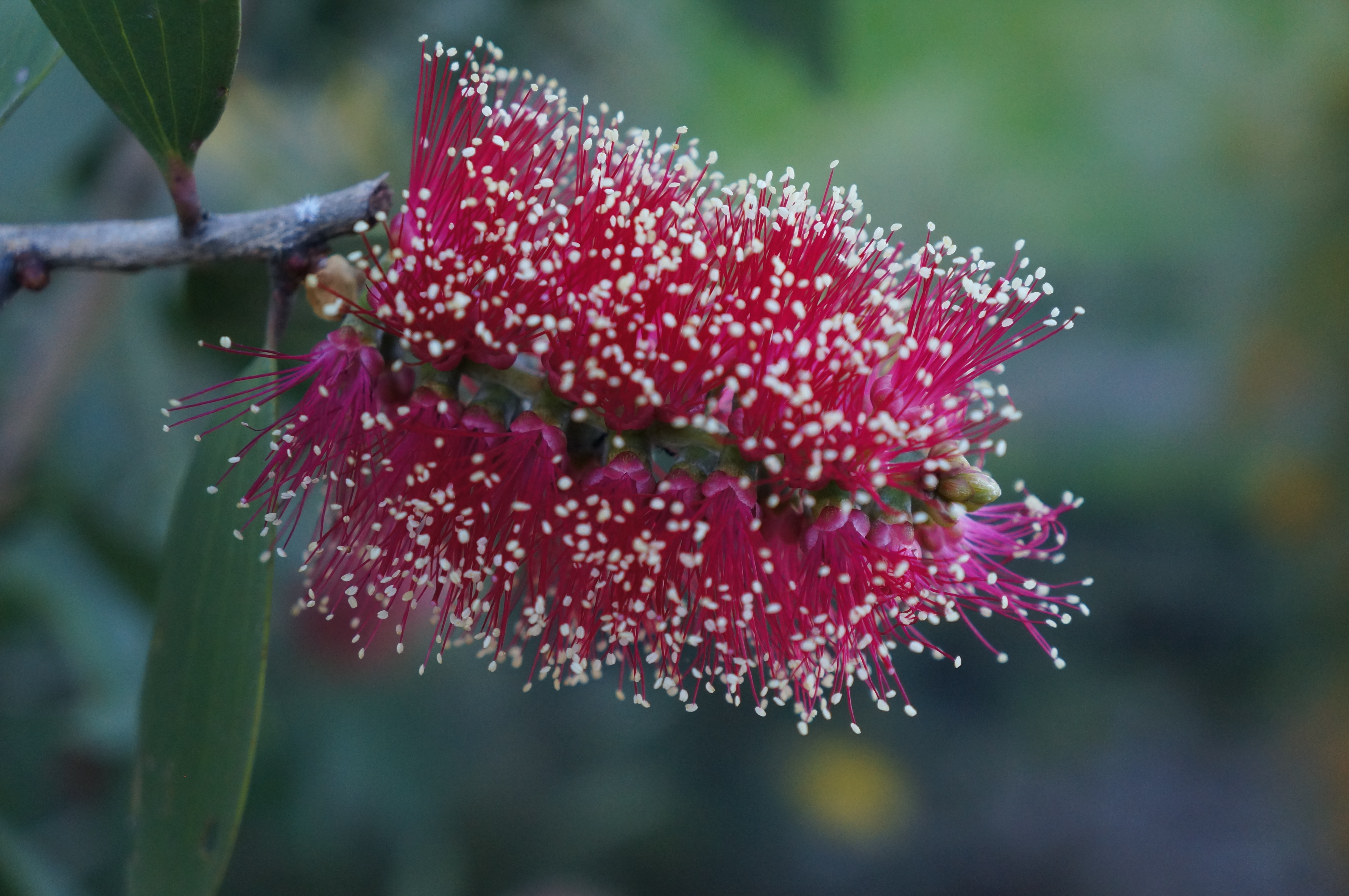
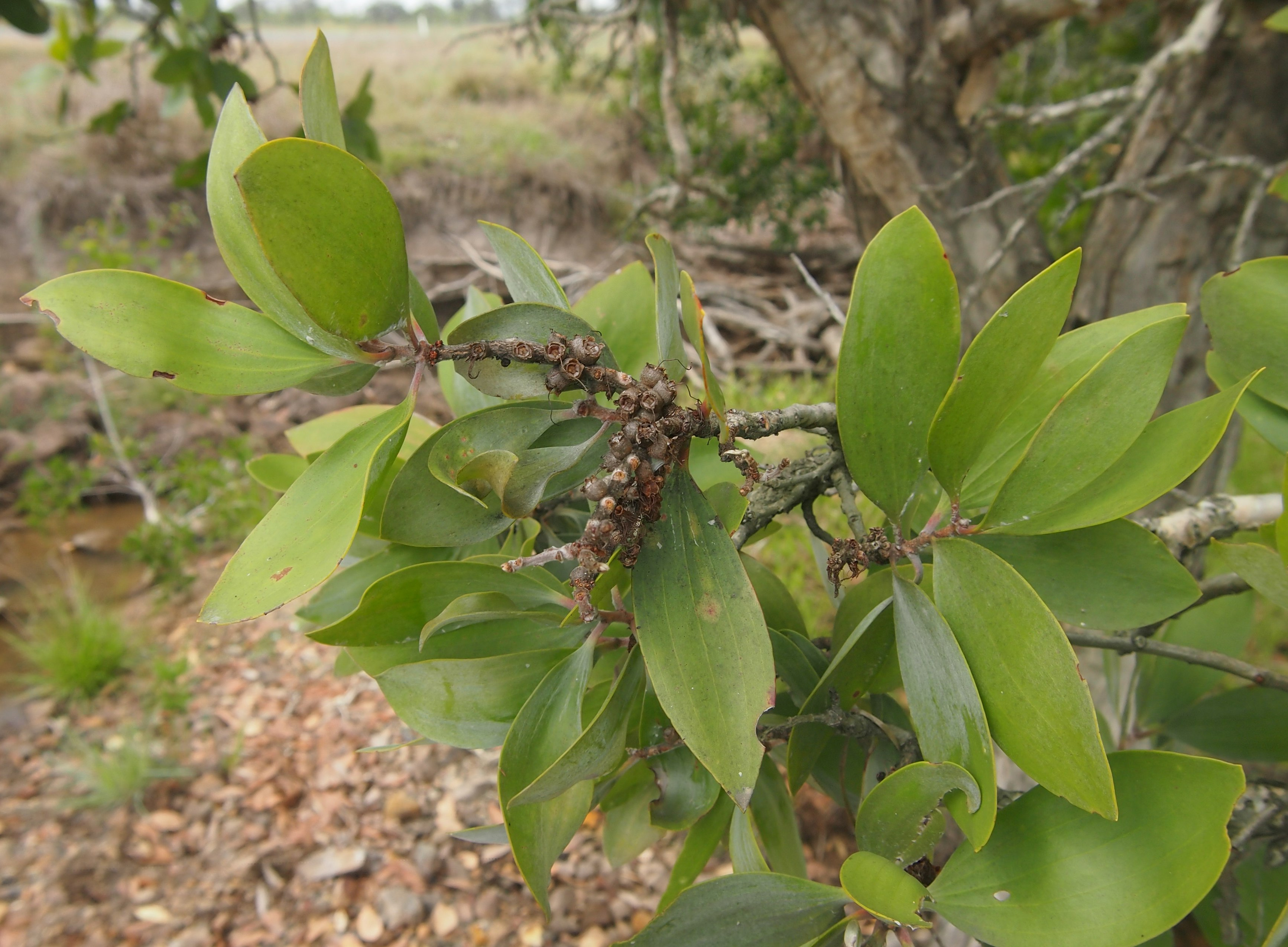
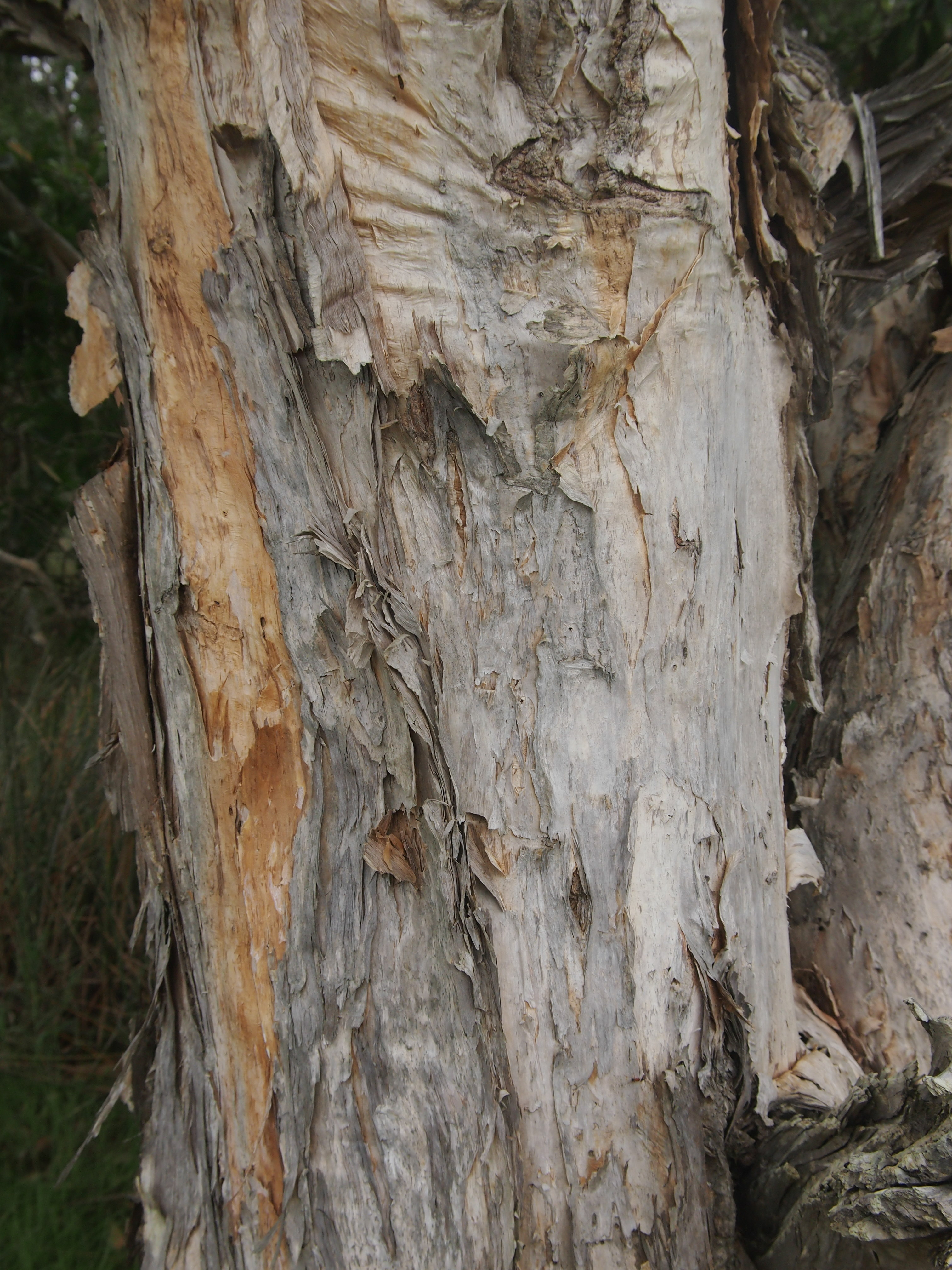